# Snowboarden op de Olympische Winterspelen 2018 - Big air mannen
Het onderdeel big air voor mannen tijdens de Olympische Winterspelen 2018 vond plaats op 21 en 24 februari 2018 in het Alpensia Jumping Park in Pyeongchang. Dit onderdeel stond voor de eerste maal op het olympisch programma.

## Tijdschema
| Datum       | Lokale tijd | MET   | Ronde        |
| ----------- | ----------- | ----- | ------------ |
| 21 februari | 09:30       | 01:30 | Kwalificatie |
| 24 februari | 10:00       | 02:00 | Finale       |

## Uitslag

### Kwalificatie
Q — Gekwalificeerd voor de finale
DNS — Niet gestart.
Heat 1
| Rang | Bib | Naam             | Land             | 1e run | 2e run | Beste | Opm. |
| ---- | --- | ---------------- | ---------------- | ------ | ------ | ----- | ---- |
| 1    | 4   | Maxence Parrot   | Canada           | 89.25  | 92.50  | 92.50 | Q    |
| 2    | 15  | Niklas Mattsson  | Zweden           | 53.75  | 90.00  | 90.00 | Q    |
| 3    | 6   | Kyle Mack        | Verenigde Staten | 87.25  | 88.75  | 88.75 | Q    |
| 4    | 5   | Chris Corning    | Verenigde Staten | 85.00  | 88.00  | 88.00 | Q    |
| 5    | 11  | Michael Schärer  | Zwitserland      | 87.00  | 44.00  | 87.00 | Q    |
| 6    | 7   | Redmond Gerard   | Verenigde Staten | 82.00  | 85.00  | 85.00 | Q    |
| 7    | 3   | Ståle Sandbech   | Noorwegen        | 84.75  | 41.25  | 84.75 |      |
| 8    | 17  | Rowan Coultas    | Groot-Brittannië | 81.00  | 84.50  | 84.50 |      |
| 9    | 8   | Yuri Okubo       | Japan            | 84.25  | 44.25  | 84.25 |      |
| 10   | 13  | Rene Rinnekangas | Finland          | 43.75  | 83.00  | 83.00 |      |
| 11   | 1   | Jamie Nicholls   | Groot-Brittannië | 30.00  | 81.25  | 81.25 |      |
| 12   | 9   | Alberto Maffei   | Italië           | 77.50  | 36.25  | 77.50 |      |
| 13   | 16  | Nicolas Huber    | Zwitserland      | 76.75  | 44.50  | 76.75 |      |
| 14   | 14  | Lee Min-sik      | Zuid-Korea       | 68.75  | 72.25  | 72.25 |      |
| 15   | 2   | Seppe Smits      | België           | 50.00  | 59.25  | 59.25 |      |
| 16   | 18  | Clemens Millauer | Oostenrijk       | 39.25  | 47.00  | 47.00 |      |
| 17   | 10  | Moritz Thönen    | Zwitserland      | DNS    | DNS    | DNS   | DNS  |
| 17   | 12  | Petr Horák       | Tsjechië         | DNS    | DNS    | DNS   | DNS  |

Heat 2
| Rang | Bib | Naam                 | Land                           | 1e run | 2e run | Beste | Opm. |
| ---- | --- | -------------------- | ------------------------------ | ------ | ------ | ----- | ---- |
| 1    | 2   | Carlos Garcia Knight | Nieuw-Zeeland                  | 88.75  | 97.50  | 97.50 | Q    |
| 2    | 8   | Jonas Bösiger        | Zwitserland                    | 96.00  | 35.25  | 96.00 | Q    |
| 3    | 6   | Mark McMorris        | Canada                         | 89.00  | 95.75  | 95.75 | Q    |
| 4    | 4   | Torgeir Bergrem      | Noorwegen                      | 94.25  | 59.50  | 94.25 | Q    |
| 5    | 7   | Sébastien Toutant    | Canada                         | 91.00  | 45.00  | 91.00 | Q    |
| 6    | 12  | Billy Morgan         | Groot-Brittannië               | 87.50  | 90.50  | 90.50 | Q    |
| 7    | 16  | Tyler Nicholson      | Canada                         | 87.25  | 89.25  | 89.25 |      |
| 8    | 18  | Peetu Piiroinen      | Finland                        | 43.50  | 87.25  | 87.25 |      |
| 9    | 1   | Roope Tonteri        | Finland                        | 86.50  | 47.50  | 86.50 |      |
| 10   | 3   | Marcus Kleveland     | Noorwegen                      | 84.25  | 46.00  | 84.25 |      |
| 11   | 17  | Vlad Chadarin        | Olympische atleten uit Rusland | 83.75  | 79.25  | 83.75 |      |
| 12   | 5   | Kalle Järvilehto     | Finland                        | 83.25  | 44.75  | 83.25 |      |
| 13   | 13  | Ryan Stassel         | Verenigde Staten               | 39.50  | 76.25  | 76.25 |      |
| 14   | 10  | Stef Vandeweyer      | België                         | 61.00  | 29.50  | 61.00 |      |
| 15   | 14  | Matías Schmitt       | Argentinië                     | 51.75  | 23.00  | 51.75 |      |
| 16   | 15  | Anton Mamajev        | Olympische atleten uit Rusland | 29.00  | 42.75  | 42.75 |      |
| 17   | 11  | Hiroaki Kunitake     | Japan                          | 37.25  | 36.75  | 37.25 |      |
| 18   | 9   | Sebbe De Buck        | België                         | 33.50  | 30.25  | 33.50 |      |

### Finale
JNS — Sprong telt niet mee.
DNS — Niet gestart.
| Rang   | Bib | Naam                 | Land             | 1e run | 2e run | 3e run | Totaal |
| ------ | --- | -------------------- | ---------------- | ------ | ------ | ------ | ------ |
| Goud   | 4   | Sébastien Toutant    | Canada           | 84.75  | 89.50  | JNS    | 174.25 |
| Zilver | 7   | Kyle Mack            | Verenigde Staten | 82.00  | 86.75  | JNS    | 168.75 |
| Brons  | 2   | Billy Morgan         | Groot-Brittannië | JNS    | 82.50  | 85.50  | 168.00 |
| 4      | 5   | Chris Corning        | Verenigde Staten | 74.25  | 78.75  | JNS    | 153.00 |
| 5      | 1   | Redmond Gerard       | Verenigde Staten | 74.75  | JNS    | 68.25  | 143.00 |
| 6      | 3   | Michael Schärer      | Zwitserland      | JNS    | 62.25  | 78.50  | 140.75 |
| 7      | 6   | Torgeir Bergrem      | Noorwegen        | 88.50  | 42.50  | JNS    | 131.00 |
| 8      | 10  | Jonas Bösiger        | Zwitserland      | 77.50  | JNS    | 40.75  | 118.25 |
| 9      | 11  | Maxence Parrot       | Canada           | 85.00  | JNS    | 32.75  | 117.75 |
| 10     | 8   | Mark McMorris        | Canada           | 40.50  | JNS    | 32.00  | 72.50  |
| 11     | 12  | Carlos Garcia Knight | Nieuw-Zeeland    | JNS    | JNS    | 54.25  | 54.25  |
| 12     | 9   | Niklas Mattsson      | Zweden           | 36.00  | DNS    | DNS    | 36.00  |